# Carla-de-Roquefort
Carla-de-Roquefort település Franciaországban, Ariège megyében. Lakosainak száma 166 fő (2022. január 1.). Carla-de-Roquefort Dun, Ilhat, Lieurac, Roquefort-les-Cascades és Ventenac községekkel határos.

## Népesség
A település népességének változása:
| Lakosok száma | 162  | 109  | 143  | 160  | 160  | 163  | 169  | 176  | 172  | 166  |
|               | 1968 | 1982 | 1990 | 2006 | 2013 | 2015 | 2017 | 2019 | 2020 | 2022 |